# اکبرآباد (باقران)
اکبرآباد وستایی است در دهستان باقران از توابع بخش مرکزی شهرستان بیرجند، واقع در استان خراسان جنوبی که بر اساس سرشماری سال ۱۳۸۵ مرکز آمار ایران، جمعیت آن بالغ بر ۱۰۶ نفر (۴۵ خانوار) بوده‌است.